# Lincoln Castle
Lincoln Castle är ett slott i Storbritannien.   Det ligger i grevskapet Lincolnshire och riksdelen England, i den sydöstra delen av landet, 190 km norr om huvudstaden London. Lincoln Castle ligger 71 meter över havet.
Terrängen runt Lincoln Castle är huvudsakligen platt. Lincoln Castle ligger uppe på en höjd som går i nord-sydlig riktning. Runt Lincoln Castle är det ganska tätbefolkat, med 108 invånare per kvadratkilometer. Närmaste större samhälle är Lincoln, 0,93 km söder om Lincoln Castle. Trakten runt Lincoln Castle består till största delen av jordbruksmark.